# Funiculì funiculà
Funiculì, funiculà [funikuˈli funikuˈla] és una cançó en napolità composta per Luigi Denza l'any 1880 amb lletra del periodista Peppino Turco. La cançó commemora l'obertura del primer funicular del Vesuvi. Va ser cantada per primer cop al Quisisana Hotel de Castellammare di Stabia. La cançó va tenir un gran èxit inicial.

## Història
Funiculì, Funiculà va ser composta l'any 1880 a Castellammare di Stabia, la ciutat natal del compositor, Luigi Denza; la lletra va ser escrita pel periodista Peppino Turco. Va ser Turco qui va impulsar a Denza a compondre-la, com una espècie de broma, per commemorar l'obertura del primer funicular del Vesuvi el mateix any. La cançó va ser cantada per primera vegada al Quisisana Hotel a Castellammare di Stabia. Posteriorment va ser presentat per Turco i Denza al festival Piedigrotta durant el mateix any i es va fer immensament popular a Itàlia i a l'estranger. Publicada per Casa Ricordi, la partitura va vendre més d'un milió de còpies en un any.

## Adaptacions i plagis involuntaris
El compositor alemany Richard Strauss va sentir la cançó durant el seu viatge de sis anys per Itàlia. Ell pensà que es tractava d'una cançó tradicional relacionada amb el folklore napolità i la va incorporar a la seva obra Aus Italien. Denza el va denunciar i va guanyar el plet, obligant a Strauss a pagar-li diners. El compositor rus Rimsky-Korsakov també va confondre la cançó amb una cançó popular i la va utilitzar l'any 1907 en la seva Neapolitanskaya pesenka (cançó napolitana).

## Lletra
| Lletra napolitana Aissera, oje Nanniné, me ne sagliette, tu saje addó, tu saje addó Addó 'stu core 'ngrato cchiù dispietto farme nun pò! Farme nun pò! Addó lu fuoco coce, ma se fuje te lassa sta! Te lassa sta! E nun te corre appriesso, nun te struje sulo a guardà, sulo a guardà. (Coro) Jamme, jamme 'ncoppa, jamme jà, funiculì, funiculà, funiculì, funiculà, 'ncoppa, jamme jà, funiculì, funiculà! Se n'è sagliuta, oje né, se n'è sagliuta, la capa già! La capa già! È gghiuta, po' è turnata, po' è venuta, sta sempe ccà! Sta sempe ccà! La capa vota, vota, attuorno, attuorno, attuorno a tte! Attuorno a tte! Stu core canta sempe nu taluorno: Sposamme, oje né! Sposamme, oje né! (Coro) Jamme, jamme 'ncoppa, jamme jà, funiculì, funiculà, funiculì, funiculà, 'ncoppa, jamme jà, funiculì, funiculà! |